# Шелекса (Плесецкий район)
Шелекса — посёлок сельского типа в Плесецком районе Архангельской области России. Находится в центральной части Архангельской области, и западной части муниципального района. Входит в Савинское городское поселение.

## География

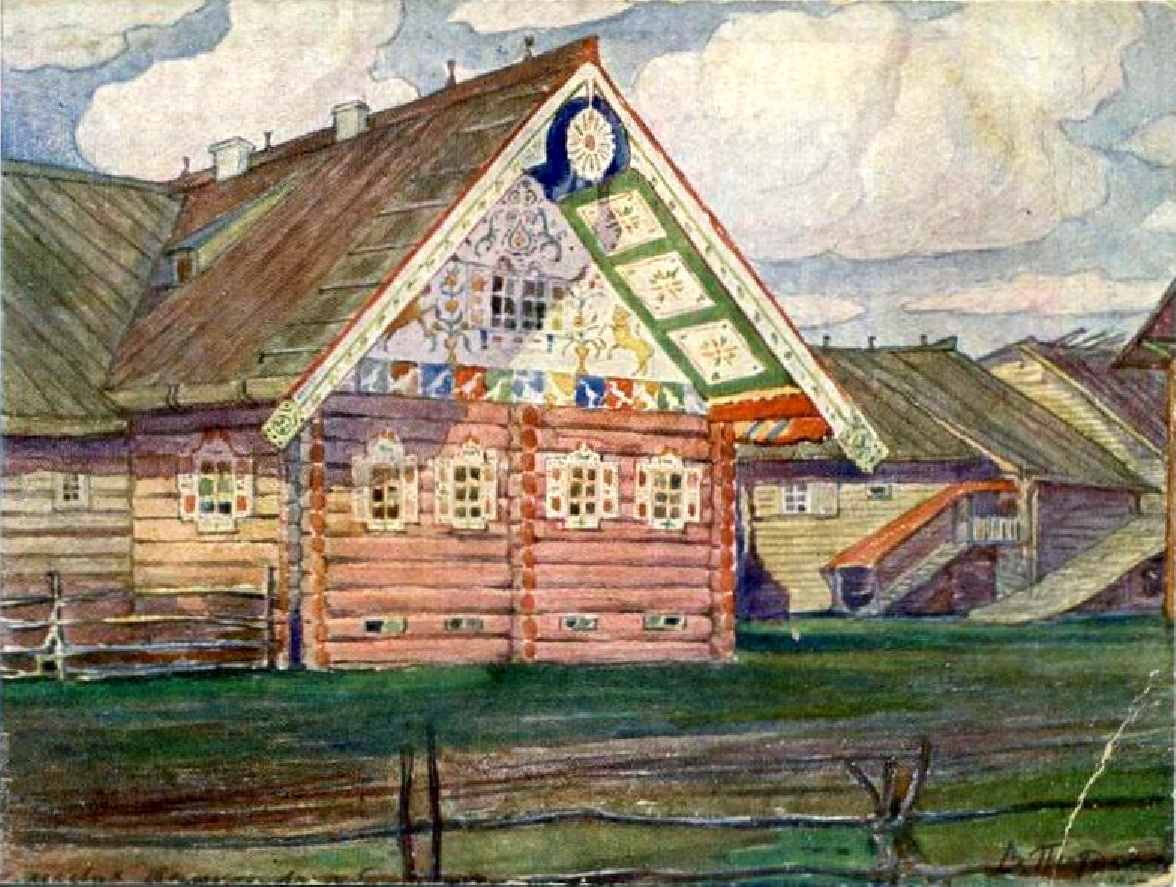
Дом крестьянина в деревне Шелекса.

Шелекса находится у посёлка Савинский, на расстоянии 10 километров, как по автомобильной дороге, так и по железнодорожным путям сообщения. Расстояние до города Архангельск по железной дороге 195 км. До Архангельска по автомобильной дороге более 284 км. От посёлка Шелекса до Архангельска по прямой линии 185 км, до посёлка Плесецк — 20 км.
Совсем недалеко расположен космодром Плесецк.

## Население
| 2002 | 2010 | 2012 |
| ---- | ---- | ---- |
| 300  | ↘90  | ↗112 |

Численность населения деревни, по данным Всероссийской переписи населения 2010 года, составляла 90 человек. На 1.01.2010 числилось 144 человека.

## Улицы
- пер Северный
- пер Тракторный
- пер Песочный
- ул Восточная
- ул Дачная
- ул Железнодорожная
- ул Колхозная
- ул Лесная
- ул Механизаторов
- ул Привокзальная
- ул Смолзавода
- ул Солнечная
- ул Тракторная
- ул Центральная
- ул Цветочная

## Экономика
Дома деревянной постройки. Работает три хозяйственно-продуктовых магазина. Работает медпункт. Подчиняется межрайонной инспекции Федеральной налоговой службы №6 по Архангельской области и Ненецкому автономному округу.
Территория окраины посёлка Шелекса является месторождением глины и известняка, к 2003 году добыча производилась, но постепенно запасы истощались.

### Транспорт
ЖД-станция Шелекса является станцией РЖД, где останавливаются поезда дальнего следования. В сутки проезжает несколько поездов, и производится 16 остановок.
Ежедневно производят маршруты автобусного транспорта №104 в посёлок Савинский.

### Культура
Дом в посёлке изображен на открытке ОВХР «Дом крестьянина в деревне Шелекса, Архангельской губернии», нарисованной художником В. А. Плотниковым.

### Связь
На территории посёлка можно пользоваться сотовой связью оператора МТС.

## Флора и фауна
Из-за добычи цемента, глины и других полезных ископаемых часто идет грязный дождь, с частицами цемента.

## Упоминание

### В литературе
- Посёлок, а как ранее деревня, упоминается в повести Ильи Яковлевича Бражнина «Страна желанная»[12]

### Географические карты
- Карта посёлка Шелекса на Yandex
- Карта посёлка Шелекса на Google